# Leucothyreus laticeps
Leucothyreus laticeps är en skalbaggsart som beskrevs av Mannerheim 1829. Leucothyreus laticeps ingår i släktet Leucothyreus och familjen Rutelidae. Inga underarter finns listade i Catalogue of Life.